# Dolichostyrax basispinosus
Dolichostyrax basispinosus är en skalbaggsart som beskrevs av Stefan von Breuning och De Jong 1941. Dolichostyrax basispinosus ingår i släktet Dolichostyrax och familjen långhorningar. Inga underarter finns listade i Catalogue of Life.